# Federación Universitaria de Fútbol 1929
Questa voce raccoglie le informazioni riguardanti la Federación Universitaria de Fútbol / Club Universitario de Deportes nelle competizioni ufficiali della stagione 1929.

## Maglie
| 1ª divisa |

## Rosa
| N. |                 | Ruolo | Calciatore                    |
| -- | --------------- | ----- | ----------------------------- |
|    | Perù (bandiera) | P     | Jorge Alva                    |
|    | Perù (bandiera) | D     | Abraham Rubio                 |
|    | Perù (bandiera) | D     | Mario de las Casas (capitano) |
|    | Perù (bandiera) | D     | Rafael Quirós                 |
|    | Perù (bandiera) | D     | Eduardo Astengo               |
|    | Perù (bandiera) | C     | Plácido Galindo               |
|    | Perù (bandiera) | C     | Alberto Denegri               |

| N. |                 | Ruolo | Calciatore             |
| -- | --------------- | ----- | ---------------------- |
|    | Perù (bandiera) | C     | Luis de Souza Ferreira |
|    | Perù (bandiera) | C     | Juan Ruiz              |
|    | Perù (bandiera) | A     | Jorge Góngora          |
|    | Perù (bandiera) | A     | Carlos Cillóniz        |
|    | Perù (bandiera) | A     | Francisco Sabroso      |
|    | Perù (bandiera) | A     | Pablo Pacheco          |

## Risultati

### Primera División
| Lima | Universitario | 0 – 0 | Atlético Chalaco |  |

| Lima | Universitario | 0 – 0 | Sportng Tabaco |  |

| Lima                                                        | Universitario | 5 – 2 | Alianza Chorrillos |  |
| \| \| \| \| \| Cilloniz Ferreira Sabroso \| Marcatori \| \| |               |       |                    |  |
|                                                             |               |       |                    |  |
| Cilloniz Ferreira Sabroso                                   | Marcatori     |       |                    |  |

| Lima | Universitario | 0 – 1 | Ciclista Lima |  |

| Lima | Universitario | 2 – 1 | Hidroaviacion |  |

| Lima | Universitario | 3 – 0 | Unión Buenos Aires |  |

| Lima | Universitario | 2 – 0 | Sportivo Tarapacá |  |

| Lima | Universitario | 1 – 1 | Unión FBC |  |

| Lima                                                        | Universitario | 3 – 1 | Jorge Chávez |  |
| \| \| \| \| \| Cilloniz Pacheco Ferreira \| Marcatori \| \| |               |       |              |  |
|                                                             |               |       |              |  |
| Cilloniz Pacheco Ferreira                                   | Marcatori     |       |              |  |

| Lima | Universitario | 5 – 0 | Sport Progreso |  |

| Lima                                                                | Universitario | 7 – 0 | Circolo Sportivo Italiano |  |
| \| \| \| \| \| Cilloniz Gongora Pacheco Ferreira \| Marcatori \| \| |               |       |                           |  |
|                                                                     |               |       |                           |  |
| Cilloniz Gongora Pacheco Ferreira                                   | Marcatori     |       |                           |  |

## Statistiche

### Statistiche di squadra
| Competizione     | Punti | Totale | Totale | Totale | Totale | Totale | Totale | DR  |
| Competizione     | Punti | G      | V      | N      | P      | Gf     | Gs     | DR  |
| ---------------- | ----- | ------ | ------ | ------ | ------ | ------ | ------ | --- |
| Primera División | 17    | 11     | 7      | 3      | 1      | 26     | 6      | +20 |
| Totale           | 17    | 11     | 7      | 3      | 1      | 26     | 6      | +20 |